# 民族英雄墓
民族英雄墓，別名民族英雄紀念碑（又名清國人之墓），位於基隆市中正區中正路與東海街交叉口，2003年1月20日登錄為基隆市歷史建築，現與基隆法國公墓合稱為清法戰爭紀念園區。

## 歷史
民族英雄墓創立於清光緒11年(1885年)，與基隆法國公墓的興建背景類似，是為了紀念大清帝國於中法戰爭期間陣亡，並都叢葬於今⼆沙灣⼭麓的將士所興建，不過此紀念碑不是官方所修築，而是臺灣日治時期清人墓地因闢路而遭受毀，因此由池清洋為首的當地仕紳以⺠間的立場籌資遷葬於墓塚，並立「清國人之墓」以資紀念；然而⽇⼈雖准卻眨其名，因此當時的刊碑「清國⼈之墓」的背後則刻立「勳在邦家」，也不准再記諸清勇姓名。
日治後期，該紀念碑則遭到日軍拔除，而棄置他處。直至1950年才又被尋獲。⺠國46年 (⻄元1957年)，⼜棄「清國⼈之墓」之碑，最終則再度重建墓塚。

## 碑身設計
現有紀念碑設置於1957年11月，「民族英雄墓」紀念碑由時任中華民國總統蔣中正題字，右側「光昭日月」紀念碑由時任中華民國副總統陳誠題字，左側「氣壯山河」紀念碑由時任行政院院長俞鴻鈞題字。
謹由碑文為基隆市首位民選市長謝貫一所題，謹由碑文為：
|  | 余於中華民國卅八年夏初理基隆市政，父老言中法諒山戰後，法將孤拔率艦隊進犯基隆，清廷命巡撫劉銘傳督師防禦，對壘於今之海水浴場一帶，嗣法軍三襲淡水，均被擊潰，先後斬馘甚眾；相持八個月法軍退走，吾圉乃固戰後我陣亡將士忠骸當場叢藈山麓，日人據臺於此闢馬路，毀墓暴骨，市紳池清洋君等激於愛國熱忱，哀集散骨聚?為一塚，刊碑曰：清國人之墓，吾臺胞敬其壯烈輒至墓前祭禱，日人甚惡之，拔碑棄他處，蓋使墓地不辨，藉以泯滅臺胞故國之思。竊維崇敬先烈垂範後世，為守土者應有之責，余既悉其事，乃於卅九年改建墓道加築祭臺，並覓得當年池君等所勒石碑於草莽中，重樹阡上以存其真，唯規模不宏，不足以發揚先烈成仁取義精神，促起邦人景仰效法，爰再於海水浴場左側拓地六百五十坪改建為民族英雄墓，並蒙 總統 副總統暨 行政院仃院長分別賜題碑文，勒諸貞(王民)，益足彰其忠烈。斯墓於民國四十六年四月興工，閱二月蕆役瀕海負山，風物優美，忠魂毅魄，庶可永茵於斯，民族正氣亦與之長存不朽矣！ |

## 其他石碑
今中山區太白街附近慈恩祠（愛國將軍廟）內，歸因仙洞附近曾展開激烈戰役，後人則在此廟供奉供奉一座「清國人之墓」。

## 參閱
- 清法戰爭紀念園區
- 中法戰爭
- 西仔反
- 中法戰役陣亡戰士紀念碑
- 周阿根紀念碑

## 外部連結
- 民族英雄墓——文化部文化資產局 （页面存档备份，存于）
- 民族英雄墓(海門公園) （页面存档备份，存于）